# جوخان أوزن
جوخان أوزن (بالتركية: Gökhan Özen)‏ من مواليد 29 نوفمبر 1979 بأنقرة هو مغني وممثل تركي.
بعد مرحلته الثانوية، درس الاقتصاد والإدارة بجامعة يلدز التقنية. لكن حبه للموسيقى جعله يبدأ في عام 1986 بتلقي دروس الغناء بجوقة ألحان الأوبرا والباليه بمدينة أنقرة.
وبعد عدة حفلات، أطلق سنة 2000 ألبومه الأول Özelsin (أنت مميز) والذي حقق نجاحا كبيرا. عام 2012 حصل جوخان على دور البطولة للمرة الأولى في مسلسل «زهرة الحب» بدور (سليم) وحقق المسلسل نجاحاً كبيراً في تركيا وتمت دبلجته للغة العربية وأيضاً حصد شهرة واسعة في تركيا وفي العالم العربي حيث تم عرضه على قناة أبو ظبي دراما.

## الألبومات
- 2000: Özelsin
- 2001: Duman Gözlüm
- 2003: Civciv
- 2004: Aslında
- 2007: Resimler & Hayaller
- 2008: Bize Aşk Lazım
- 2009: Başka
- 2013: Milyoner
- 2015: Maske

## روابط خارجية
- جوخان أوزن على موقع IMDb (الإنجليزية)
- جوخان أوزن على موقع ألو سيني (الفرنسية)
- جوخان أوزن على موقع ميوزك برينز (الإنجليزية)
- جوخان أوزن على موقع ديسكوغز (الإنجليزية)